# Sinélnikovo
Sinélnikovo (en rus: Синельниково) és un poble de l'óblast de Saràtov, a Rússia, segons el cens del 2010 tenia 112 habitants. Pertany al districte municipal d'Atkarsk.